# كمال الزيني
كمال الزيني (10 يوليو 1929 - 23 مارس 2002) هو ممثل مصري.

## حياته ونشأته
من مواليد 10 يوليو 1929 حصل على بكالوريوس المعهد العالي للفنون المسرحية عام 1955 الذي شارك فيه في ثلاثة أعمال هي: «لحن الوفاء» مع عبدالحليم حافظ وشادية، «سيجارة وكأس» مع سامية جمال وكوكا، «ضحكات القدر» مع قوت القلوب وحسين رياض. عمل في الأدوار الصغيرة منذ بداية حياته  وهو في أغلب هذه الأدوار اما رجل عدالة أو شرطة أو موظف. شارك في 204 عملاً سينمائياً، وتلفزيونياً بالتمثيل في جملة من أهم المسلسلات التلفزيونية مثل: الدوامة، دموع في عيون وقحة، هند والدكتور نعمان، الصعود إلى القمة، رأفت الهجان، ليالي الحلمية، دموع صاحبة الجلالة، بوابة الحلواني، يوميات ونيس، الجذور، الراية البيضا،، صابر يا عم صابر، وغيرها.
توفي كمال الزيني في 23 مارس عام 2002 عن عمر ناهز 72 عاماً.

## أهم أعماله
- 1986: آه يا بلد آه
- 1993: امرأة تدفع الثمن

فيلم «الكلام في الممنوع» للمخرج عمر عبد العزيز عام 2000
فيلم «درب الرهبة» للمخرج محمود عبد الشافي عام 1990
فيلم «درب اللبانة» للمخرج إبراهيم بغدادي عام 1984
فيلم «سبع الليل» للمخرج حسن الصيفي عام 1971
فيلم «رجل بلا قلب» للمخرج سيف الدين شوكت  عام 1960
فيلم «ضحكات القدر» للمخرج الهامي حسن  عام 1955

## وصلات خارجية
https://elcinema.com/person/1018062 كمال الزيني
https://dhliz.com/artist/kamal_al_zeiny/ كمال الزيني
https://www.albawabhnews.com/3009046 كمال الزيني
https://www.alayam.com/Article/alayam-article/404160/Index.html كمال الزيني
https://karohat.com/Person/d639b378-4bdb-4272-a2b9-00ab4d41d93f كمال الزيني